# Typha bavarica
Typha bavarica är en kaveldunsväxtart som beskrevs av Karl Otto Robert Peter Paul Graebner. Typha bavarica ingår i släktet kaveldun, och familjen kaveldunsväxter. Inga underarter finns listade i Catalogue of Life.